# Lampa oscyloskopowa
     1. Elektrody odchylające
     2. Działo elektronowe
     3. Wiązka elektronów
     4. Cewka skupiająca
     5. Pokryta luminoforem wewnętrzna strona lampy

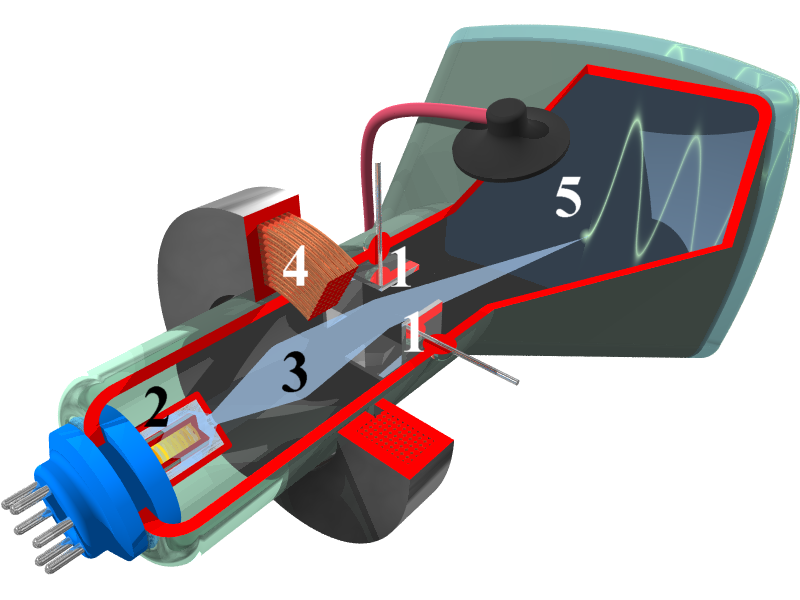
Powyższy obrazek ilustruje budowę lampy oscyloskopowej:
1. Elektrody odchylające
2. Działo elektronowe
3. Wiązka elektronów
4. Cewka skupiająca
5. Pokryta luminoforem wewnętrzna strona lampy

Lampa oscyloskopowa (z łac. oscillare kiwać się i gr. skopein, patrzeć) to lampa obrazowa charakteryzująca się elektrostatycznym odchylaniem wiązki elektronów. Elektrony emitowane przez katodę formowane są w wąską wiązkę w dziale elektronowym (katoda też jest częścią działa elektronowego). Wiązka elektronów wytworzona przez podgrzany drucik – katodę – wysłana zostaje w kierunku ekranu, ilość elektronów – jasność plamki – reguluje potencjał cylindra Wehnelta, natomiast ostrość – potencjały anod przyspieszających, zwiększających jednocześnie prędkość elektronów. Nieodchylona wiązka trafia dokładnie w środek ekranu i rysuje tam świecący punkt. Do odchylenia wiązki tak, aby mogła trafić w każdy punkt ekranu, służą dwie pary płytek odchylających – jedna dla kierunku pionowego, druga dla poziomego.
Zaletą lamp oscyloskopowych jest prosta konstrukcja urządzenia – niewymagająca skomplikowanych układów dodatkowych, jak w przypadku lamp kineskopowych, oraz bardzo szybka praca – płytki odchylające mają niewielką pojemność i nie wymagają dużych energii nawet przy częstotliwościach rzędu setek MHz.
Wadą lamp oscyloskopowych jest niewielki kąt odchylania strumienia – wynosi on zaledwie kilka – kilkanaście stopni, co powoduje, że lampy są albo długie, albo mają niewielki ekran. Największe osiągalne w praktyce przekątne ekranu to kilkanaście centymetrów.
Lampy oscyloskopowe były też wykonywane jako dwustrumieniowe – były to w zasadzie dwie niezależne lampy w jednej bańce ze wspólnym ekranem. Szczególnym przypadkiem lamp oscyloskopowych były lampy pamiętające. Zawierały w sobie dodatkową elektrodę, która zbierała ładunek i mogła go długo (kilkanaście godzin i więcej) przechowywać oddziałując na bieg strumienia elektronów. Wykorzystywane były do fotografowania pojedynczych szybkich przebiegów, oraz jako pamięć wczesnych maszyn cyfrowych.